# 셰이크 압둘라

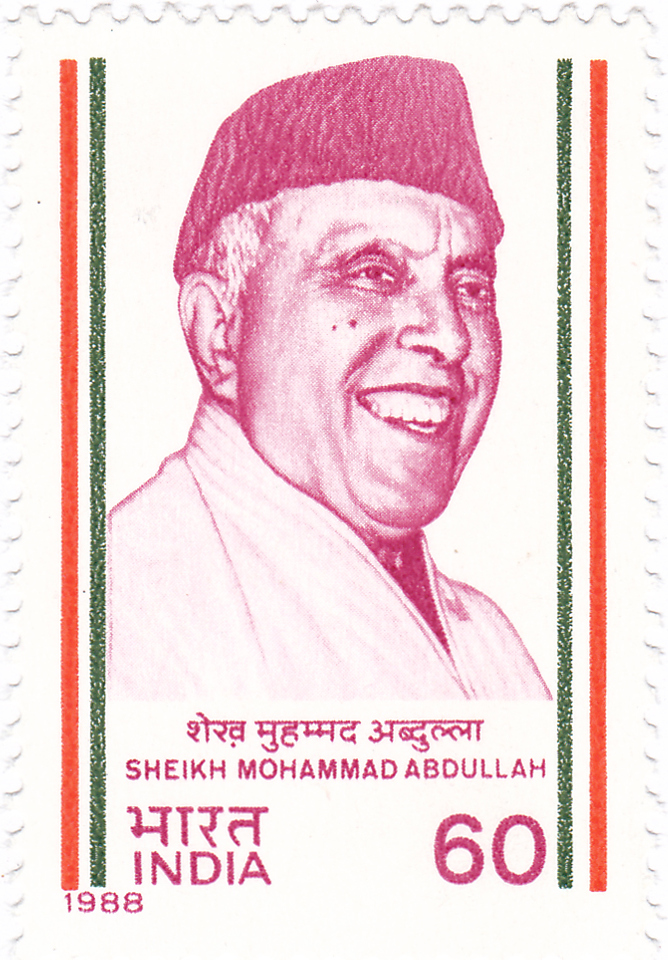

셰이크 모하마드 압둘라 (Sheikh Mohammad Abdullah, 1905년 12월 5일 ~ 1982년 9월 8일)는 잠무 카슈미르 정치 에서 중심적인 역할을 한 인도의 정치인이다. 셰르-에-카슈미르 (카슈미르의 사자) 로 불리는 압둘라는 All Jammu and Kashmir Muslim Conference (나중에 Jammu and Kashmir National Conference로 개명됨 )의 창립 지도자 이자, 인도에 가입. 그는 마하라자 하리 싱 의 통치 에 반대하여 선동했고 카슈미르 의 자치를 촉구했다.
그는 잠무 카슈미르 왕국 의 제1대 수상으로 선출되었으며 나중에 투옥되어 추방되었다. 그는 1953년 8월 8일 총리직에서 해임되었고 Bakshi Ghulam Mohammad 가 새 총리로 임명되었다. 1965년에 'Sadar-i-Riyasat' 및 'Prime Minister'라는 표현이 'Governor'와 'Chief Minister'라는 용어로 대체되었다. Sheikh Abdullah는 1974년 Indira-Sheikh 협정 에 따라 국가의 최고 장관이 되었다. 1982년 9월 8일 사망할 때까지 1위 자리를 지켰다.

## 같이 보기
- 카슈미르 분쟁